# Luarca
Luarca (en asturiano y cooficialmente, Ḷḷuarca) es una parroquia asturiana del concejo de Valdés, en el norte de España y una villa de dicha parroquia. En 2018 contaba con una población de 4747 habitantes (INE), repartidos en una superficie de 5,84 km². La villa de Luarca es la capital de concejo y la principal aglutinadora de la población y actividad económica tanto de la parroquia como del propio concejo.
La parroquia limita al norte con el mar Cantábrico; al sur y al este con la parroquia de Barcia y al oeste con la de Santiago de Arriba, ambas en el mismo concejo.
Su templo parroquial está dedicado a Santa Eulalia. Los dos principales renglones económicos son la pesca y la agricultura.
Es una localidad de paso del Camino de Santiago y cuenta con albergue de peregrinos, situado en Almuña, a unos dos kilómetros de la villa de Luarca.
Entre los lugares más visitados destacan el faro y el palacio del marqués de Ferrera.

## Poblaciones

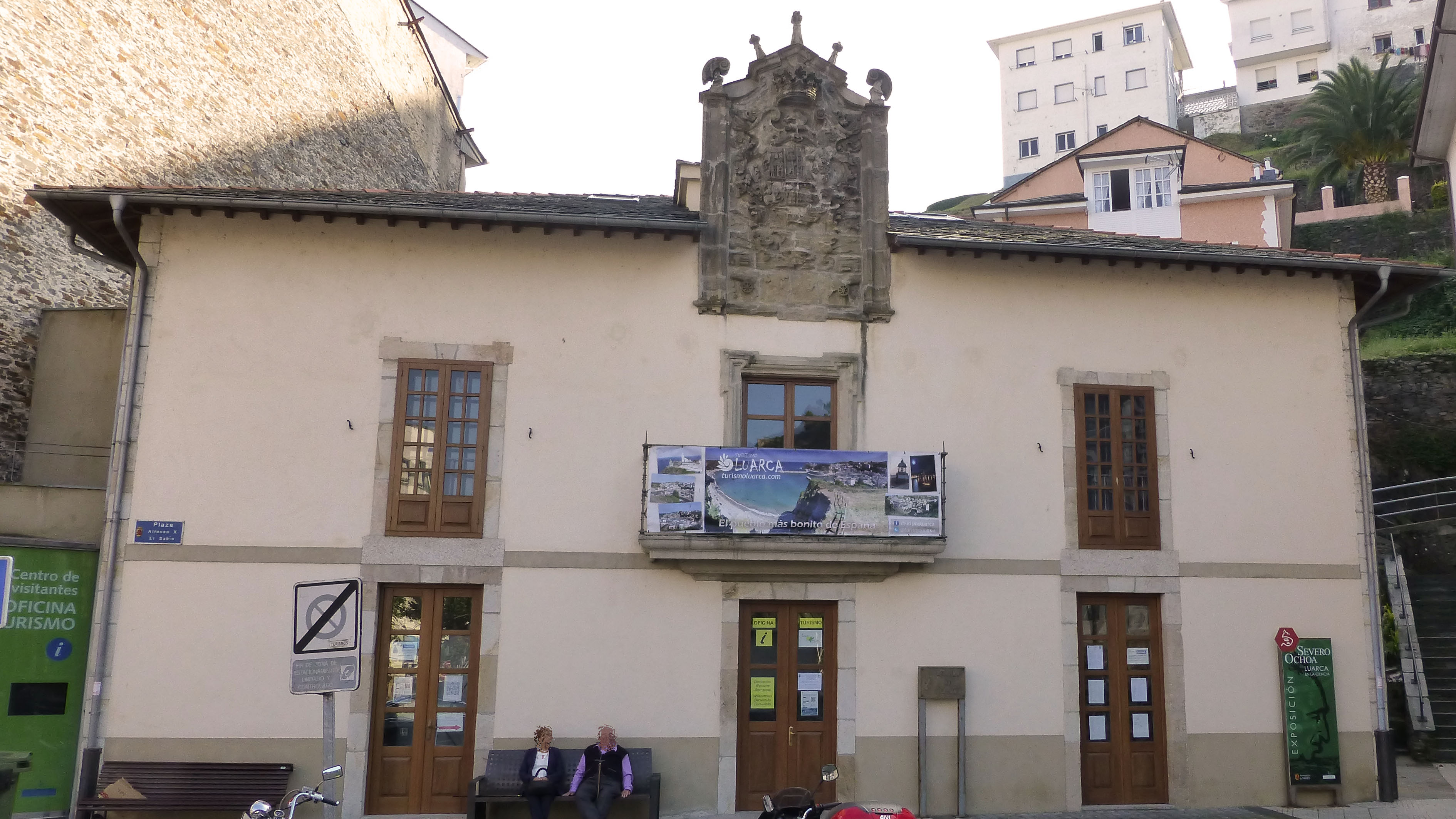
Palacio de Los Gamoneda

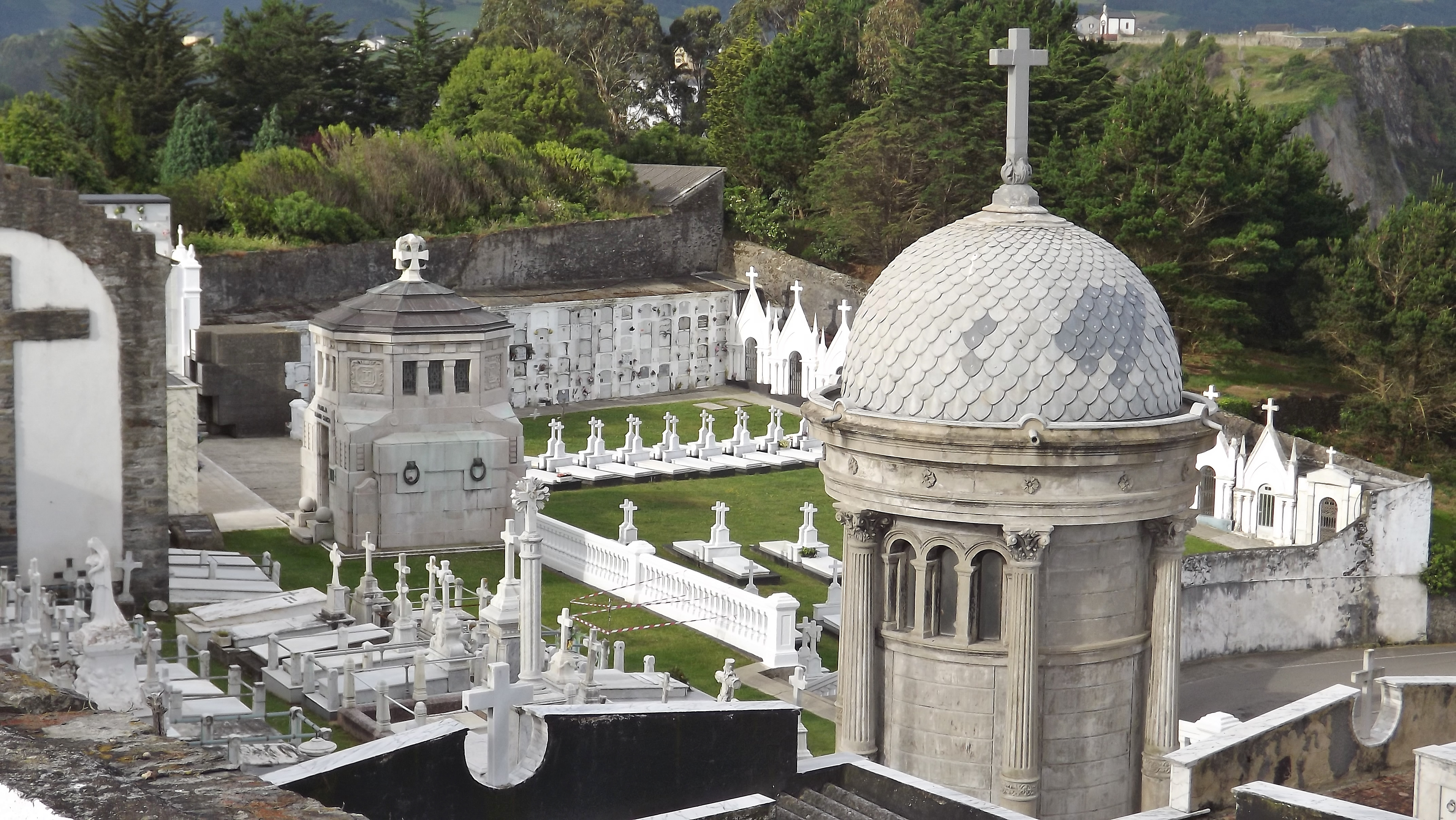
Cementerio de Luarca

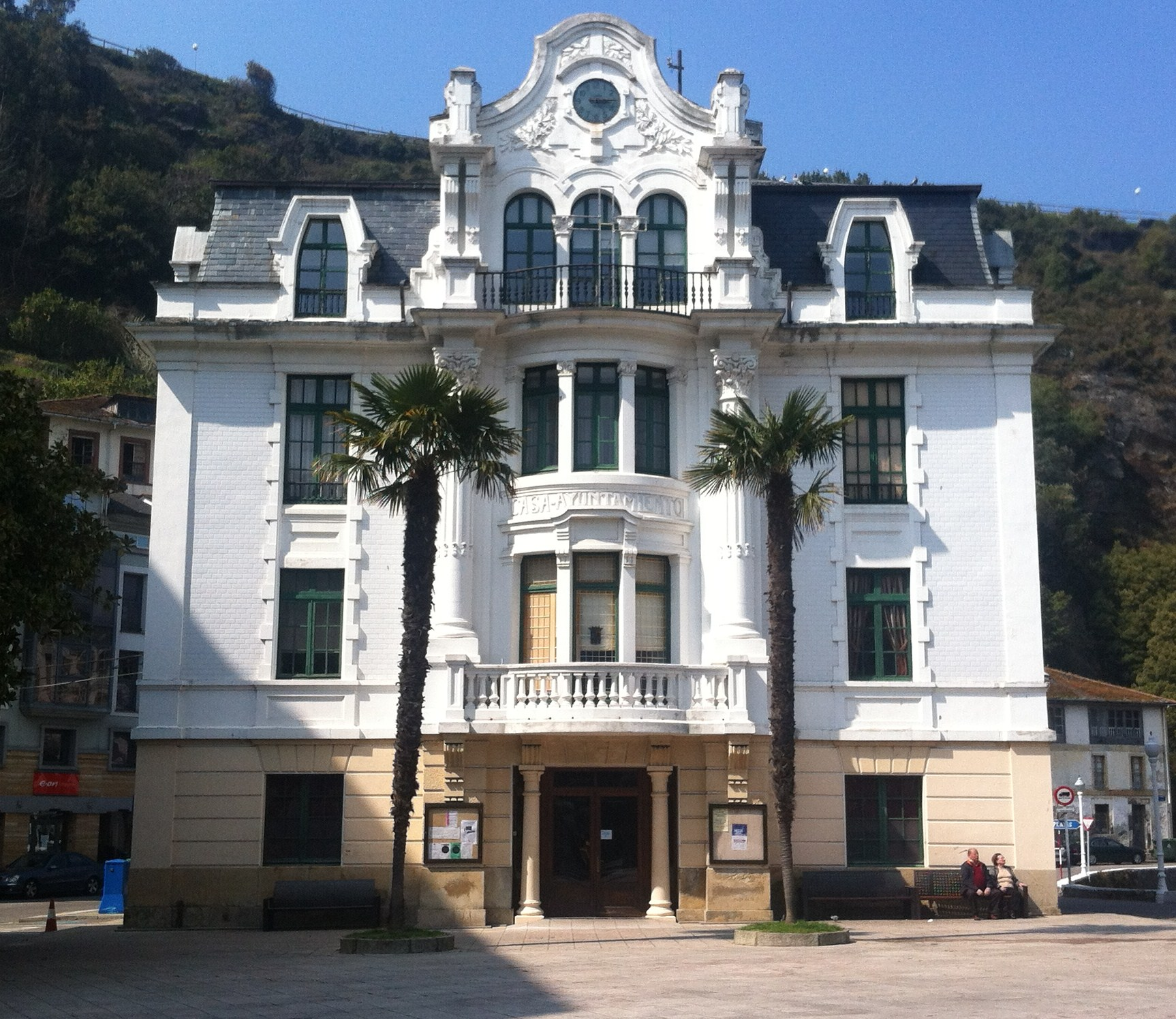
Casa Consistorial

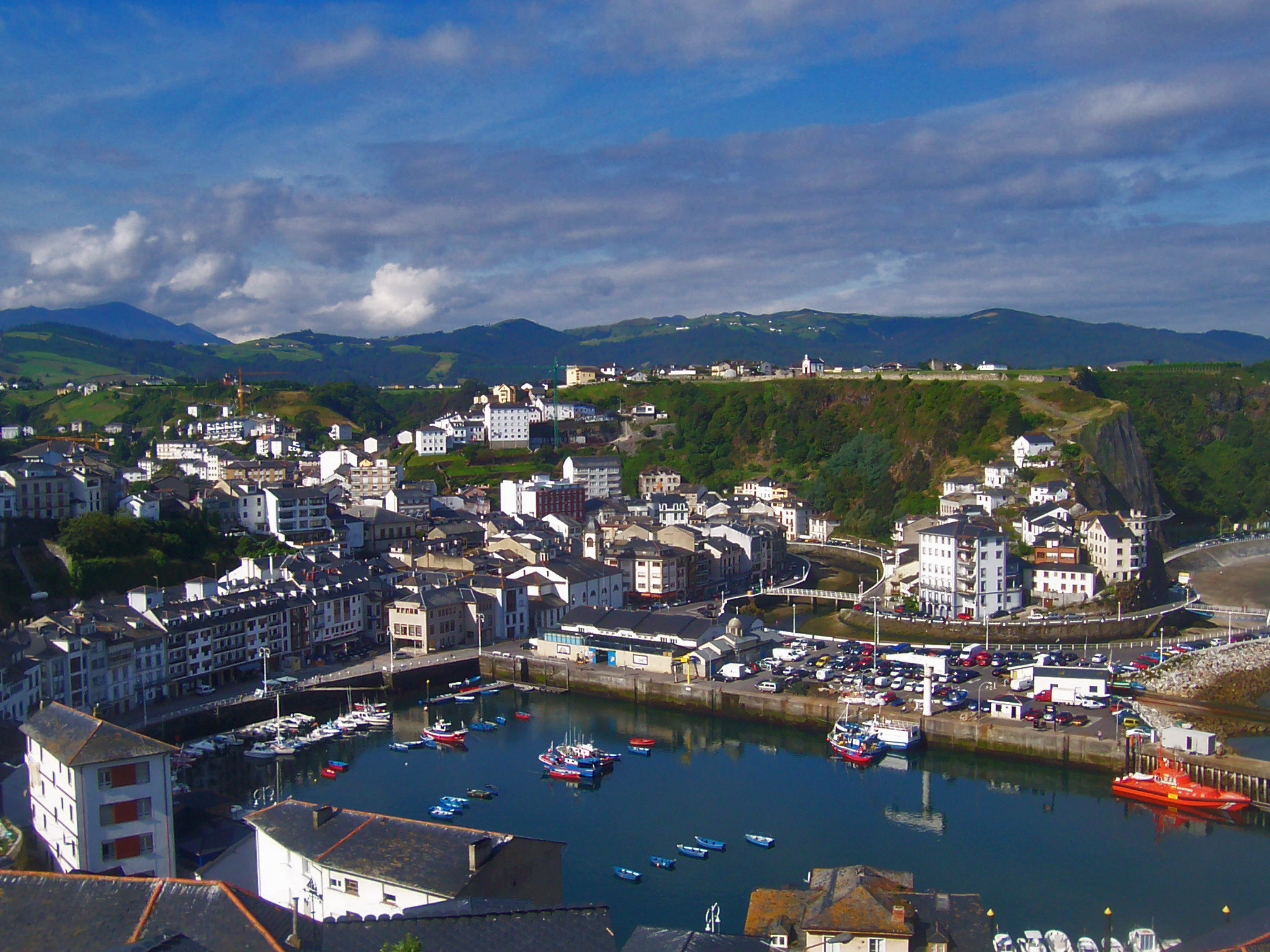
Luarca y su puerto

Según el nomenclátor de 2018, la parroquia de Luarca está formada por las poblaciones de:
- Almuña (lugar): 892 habitantes (2018)
- Fontoria (Fontouria): 98 habitantes (2018)
- Luarca (Ḷḷuarca) (villa): 3670 habitantes (2018)
- Portizuelo (Portizuelu) (lugar): 1 habitante (2018)
- Barcellina (Barceḷḷina) (lugar): 86 habitantes (2018)

## Etimología
El topónimo "Luarca" es de origen prerromano, y forma parte de la serie de topónimos "Lúa", "Luía", "Luaces", "Luou", "Luaña", "Luanco", "Lueiro", etc. Podría derivar de una forma indoeuropea *lou- 'lavar', o bien *leu- 'sucio, (fango)', o *leu-, 'piedra'.

## Deporte

### Fútbol
La localidad asturiana de Luarca posee un equipo de fútbol llamado Luarca Club de Fútbol que juega en la Regional Preferente de Asturias y juega en el campo La Veigona.
El club fue fundado en 1912 por un grupo de jóvenes aficionados al fútbol que, al no disponer de un club federado en la ciudad, decidieron federar uno y llamarlo Luarca CF. Los colores del equipo también fueron escogidos por ellos, aunque no se tienen datos de por qué escogieron esos colores en concreto. En 2002 se celebró el 90.º aniversario del club y en 2012 se celebró  una gran fiesta de conmemoración del 100.º aniversario.
El Trofeo Ramón Losada es un trofeo de verano de fútbol que se disputa en Luarca en el mes de agosto. El último ganador ha sido el Real Club Deportivo de la Coruña.El primero en ganar este campeonato fue el Real Sporting de Gijón en 1997, El Sporting ha ganado nueve veces este título.
Aparte del Sporting también han participado equipos de Primera División de España y Segunda División B de España como el Real Valladolid Club de Fútbol, el Racing de Santander o el Real Oviedo, entre otros. En 2010 se disputaron dos trofeos.

## Naturaleza

### Flora
Destacan los Jardines de Fonte Baixa, jardines botánicos de propiedad privada que ocupan unas 8 hectáreas de superficie.

### Fauna marina
Cepesma, coordinadora para el estudio y protección de las especias marinas, fue fundada por un camarero local en 1996 en Luarca, España, con el propósito de trabajar en la actividad de recuperación, conservación, y divulgación de los ecosistemas marinos y promover la educación ambiental.
Entre sus obras destaca el Museo del Calamar, que sufrió daños severos en 2014 por un temporal y posterior vandalización, estando cerrado desde entonces.

## Transportes

### ALSA
La empresa de autobuses y movilidad ALSA  nace en la villa de Luarca (el origen toponímico de la empresa está en el acrónimo Automóviles de Luarca, S.A.) y se constituye en 1923 como empresa de transportes, como evolución de Autos Luarca que operaba desde 1916. En 1923, Automóviles de Luarca, S.A. realizaba ya conexiones diarias de mercancías y pasajeros con 7 autobuses primigenios desde Oviedo, Gijón y Avilés y hasta Vegadeo, pasando por este municipio.
La evolución de la empresa fue importante, especialmente en la década de los años '60 con la integración de la familia Cosmen, que con gran experiencia en el sector con la Empresa Cosmen desde 1912 se une al proyecto de la familia fundadora. En el año 1961 José Cosmen Adelaida toma las riendas de la empresa, en ese momento disponiendo de 76 autobuses y 206 empleados y marcando un punto de inflexión en la historia de la compañía. Algunos de los hitos de este período se producen en 1964, cuando se pone en marcha la primera línea internacional Oviedo-París-Bruselas y el servicio regular Asturias-Madrid.
Bajo la dirección y liderazgo de José Cosmen Adelaida se inicia el constante crecimiento de la empresa, hasta convertirla en el mayor grupo español de transporte de viajeros por carretera y único presente en varios continentes.
Actualmente, la empresa ALSA opera con más de 6.000 autobuses y da trabajo a más de 17.000, llevando con orgullo su origen en Luarca por todos los rincones del país y múltiples países.

### Ferrocarril
Por la parroquia pasa la línea Ferrol - Gijón que cuenta con una estación en el sur del casco urbano, en la que efectúan parada los regionales Ferrol - Oviedo.

## Fiestas
1. Fiesta de Nuestra Señora del Rosario: cada 15 de agosto. Se celebra habitualmente en el puerto de Luarca.
2. Fiestas de San Timoteo: Se celebran en torno al 22 de agosto, siendo una de las romerías más concurridas de Asturias. El Día Grande se celebra una fiesta campestre en el prado de San Timoteo con los asistentes ataviados con chambrones, bastaones y "T" elaboradas en pan, entonando la canción de "San Timoteo" frente a la capilla del santo. La fiesta finaliza al día siguiente en el centro de la villa.

## Ciudades hermanadas
- Petilla de Aragón, Navarra, (mayo de 2018).[5]
- Corteno Golgi, Italia, (abril de 2024).[6]